# 22, A Million
22, A Million – trzeci album studyjny amerykańskiego zespołu Bon Iver, wydany 30 września 2016 roku przez Jagjaguwar. W 2017 roku został nominowany do 2 nagród Grammy. Został bardzo dobrze przyjęty przez krytyków.

## Lista utworów
1. "22 (OVER S∞∞N)" - 2:48
2. "10 d E A T h b R E a s T ⚄ ⚄" - 2:24
3. "715 - CR∑∑KS" - 2:12
4. "33 “GOD”" - 3:33
5. "29 #Strafford APTS" - 4:05
6. "666 ʇ" - 4:12
7. "21 M◊◊N WATER" - 3:08
8. "8 (circle)" - 5:09
9. "____45_____" - 2:46
10. "00000 Million" - 3:53